# Kooperativt datorspel
Kooperativt datorspel (engelska: cooperative video game kort co-op game, även cooperative play) kallas flerspelarspel (oftast avseende datorspel) som spelas i kooperativt spelläge, även kallat samspelarläge (engelska: co-op).
I kooperativt spelläge spelar flera spelare tillsammans genom spelet likt ett enspelarspel, oftast med och/eller mot datorkontrollerade motståndare, och hjälps åt mot ett gemensamt mål.

## Spel

### Kooperativa datorspel
Tidiga kooperativa datorspel var bland annat Double Dragon och Probotector (Contra).
Exempel på datorspel med utmärkande kooperativt spelläge:
- Army of Two
- Borderlands-serien
- Doom
- Gears of War
- Guitar Hero-serien
- Halo 2
- Left 4 Dead
- Resident Evil 5
- Resistance-serien
- Terraria
- Minecraft
- Plants vs. Zombies

### Kooperativa brädspel
Bland kooperativa brädspelsexempel kan nämnas:
- Arkham Horror
- Battlestar Galactica
- Pandemic
- Space Alert